# Heinrich Paasch
Heinrich Paasch (* 7. Januar 1835 in Dahme (Holstein); † 25. März 1904 in Antwerpen) war ein deutscher Kapitän, der durch das marine Standardwerk Vom Kiel zum Flaggenknopf, einem dreisprachigen Wörterbuch für marine Begriffe, bekannt wurde.

## Ausbildung und Beruf
Schon als Kind war Heinrich Paasch mit seinem Vater fischen. Als 13-Jähriger musste er miterleben, wie sein Vater in einem Sturm ertrank. Nach seiner Konfirmation ging er zur See und diente in der ersten deutschen Bundesflotte bis zu deren Auflösung im Mai 1852. Anschließend versah er Dienst als Matrose und Steuermann auf dänischen Kriegs- und Handelsschiffen, danach auf deutschen, niederländischen und amerikanischen Handelsschiffen. 1860 kam er als Steuermann an Bord eines russischen, der Weißmeer-Kompanie gehörenden Ostindienfahrers und führte dann von 1862 bis 1870 dieses Schiff als Kapitän. In dieser Eigenschaft segelte Paasch, der seine Kenntnisse ausschließlich durch Selbststudium erworben hatte, acht Jahre lang in allen Weltmeeren umher. 1870 ließ er sich in Antwerpen nieder, wo er ab 1873 den Posten eines Inspektors von Lloyd’s Register für Belgien bekleidete. Seine Aufgabe war die Inspektion von mehr als 4000 Schiffen.

## Lebenswerk
Heinrich Paasch wurde vor allem als nautisch-technischer Schriftsteller international berühmt. Sein Werk Vom Kiel bis zum Flaggenknopf ist ein reichlich bebildertes Wörterbuch, welches sämtliche maritimen Begriffe in Englisch, Französisch und Deutsch umfasst. Das Werk wurde 1885 zum ersten Mal herausgegeben und ist bis heute ein Standardwerk. 1890 verfasste er außerdem eine umfassendere Illustrated Marine Encyclopedia.
In seinem Heimatort Dahme ließ er 1903 die nach ihm und seiner Frau Pauline Eyler benannte Paasch-Eyler-Allee errichten, die den Ort mit dem nahe gelegenen Wald verbindet. Im Heimatort seiner Frau, Grube (Holstein), wurde mit Spenden der Eheleute 1903 der Paasch-Eyler-Platz eingeweiht.